# 奇特星
奇特星（英語：Exotic star）的名称类似于奇特原子（Exotic atom），只要是指其成分不是一般的由元素构成的星体，而是一类成分包括基本粒子夸克或其它假想粒子，在簡併壓力和引力间达到平衡之后形成，並且具有其它的量子特性的緻密星。主要包括夸克星和奇異星（成分以奇異物質為主）和更理論的先子星（由先子（前子）組成）。

## 夸克星和奇異星
足够的压力下中子星有可能分解成组成中子的夸克，在這種情況下，恆星將進一步收縮並變得更為緻密，但是如果沒有額外的質量添加，它可能無限期的保留在這種新狀態下。它已經成為一個很大的核子，一顆在這種狀態下的恆星被稱為夸克星。如果夸克星含有奇異物質，它將被稱為奇異星。絕大多數的奇特星目前都只存在于理論上，但是在2002年4月20日錢卓X射線天文台檢測到兩個夸克星的候選者，標示為RX J1856.5-3754和3C58，这两个天体此前被認為是中子星。基於已知的物理定律，前者看起來非常小，而後者比應有的溫度冷了許多，認為它們組成的材料密度比多中子核（Neutronium）更稠密。但是，這些觀測仍受到一些研究人員的質疑，認為結果仍有爭論的餘地。

## 電弱星
電弱星（Electroweak stars）是一種理論上的恆星類型，是已經重力崩潰，但由來自電弱燃燒的輻射壓和中微子来抵抗引力的恆星，這就是通過電弱力將夸克轉換成輕子釋放能量。這一種過程使恆星有如苹果大小體積的核心，包含大約2個地球的質量。
恆星的生命過程中，理論上電弱星的產生是在超新星塌縮之後。電弱星的密度比夸克星更高，並且可能是夸克的簡併壓力不再能承受引力相互作用，但是可能依然受到電弱燃燒的輻射壓力支撐著。這個階段恆星的生命期可能最多只有一千萬年。

## 孤子星
孤子星（Soliton Star）以李政道提出的非拓撲性孤子（Non-topological soliton, NTS）為理論基礎（拓撲性孤子的模型目前有斯格明子Skyrmion），主要是以純粹費米子具有孤子波性質的孤子來組成夸克星，被認為是暗物質的候選者之一。对于潜在的玻色子和费米子孤子星进行了计算，一个复杂的标量场就可以形成引力平衡的状态，计算结果显示它们是微观尺寸的小孤子星。

## 玻色子星
玻色子星（Boson stars）純粹由具有質量的玻色子構成﹝如W 及 Z 玻色子﹞，而已知的星體皆主要由費米子構成，可能是於宇宙誕生初期引力坍縮中出現的暗物質。理论认为可以偵測由一對共軌的玻色子星所發出的重力波來發現玻色子星。

## 先子星
先子星（Preon stars）是假設中由先子，一群假設的次原子粒子，組成的一種緻密星。預期先子星有著極為巨大的密度，超過每立方米1023 公斤，介於夸克星和黑洞之間。先子星可能源自超新星爆炸或是大爆炸，這類星体可以通過引力透鏡的γ射線檢測到。先子星是暗物質的潛在候選者，但是，目前來自粒子加速器的觀側依然不能證實先子的存在。
在廣義相對論中，如果恆星塌縮至小於史瓦西半徑的大小，一個視界就會在這個半徑上形成，而且這顆恆星就成為黑洞。對一個太陽質量的物體，史瓦西半徑是3公里，所以，要符合廣義相對論，任何太陽質量大小先子星的半徑會大於這個數值。一個質量與地球相同先子星的只有一顆網球大小。

## 重力真空星
重力真空星（Gravastar），是作為黑洞替代方案選擇之一的黑星，其真空極化外殼組成成分因為是透過玻色-愛因斯坦凝聚態所產生的，也應該是夸克所組成的，所以也屬於夸克星的一種類型，但是重力真空星並未推導出其內部實際組成物質，星體活動近似於黑洞，使得外部觀測者沒有任何手段來區分重力真空星與黑洞的曲別，所以现在只是理論推導。

## 其他想法
還有一些理論尚不成熟的其它類型夸克星模型推出，例如：裸奇異星，没有壳的奇异星。

## 外部連結
- Abstract, Are Q-stars a serious threat for stellar-mass black hole candidates?（页面存档备份，存于）, Miller J.C., Shahbaz T., Nolan L.A, 1997
- Abstract, No observational proof of the black-hole event-horizon（页面存档备份，存于）, Marek A. Abramowicz, Wlodek Kluzniak, Jean-Pierre Lasota, 2002
- New Scientist issue 2643, "Could preon stars reveal a hidden reality?"（页面存档备份，存于）, 6 February 2008
- New Scientist issue 2472, "Micro-stars may manage to avoid black-hole fate"（页面存档备份，存于）, 6 November 2008
- De-Chang Dai, Arthur Lue, Glenn Starkman, Dejan Stojkovic. . 2009. arXiv:0912.0520  [hep-ph]. Bibcode：2009arXiv0912.0520D
- Tudor Vieru. . Softpedia. 15 December 2009  [2009-12-16]. （原始内容存档于2009-12-18）.